# Гораль, Владислав
 Влади́слав Го́раль  (пол. Władysław Goral, 1 мая 1898, Сточек, Люблинское воеводство — апрель 1945, Заксенхаузен, Бранденбург) — блаженный Римско-Католической Церкви, вспомогательный епископ (с 9 октября 1938 года) люблинского диоцеза, мученик. Входит в число 108 блаженных польских мучеников, беатифицированных Римским Папой Иоанном Павлом II во время его посещения Варшавы 13 июня 1999 года.

## Биография
18 декабря 1920 года Владислав Гораль был рукоположён в сан священника. 10 августа 1938 года был назначен вспомогательным епископом люблинского диоцеза. Рукоположение в епископа Владислав Гораль принял 9 октября 1938 года.
17 ноября 1939 года был арестован Гестапо вместе с многочисленной группой польской интеллигенции во время операции Sonderaktion Lublin и заключён в Люблинском замке. 27 ноября 1939 года был осуждён и приговорён к смертной казни, которая была заменена на заключение в концентрационном лагере в Заксенхаузене, куда был доставлен 4 декабря 1940 года. В концлагере Владислав Гораль был помещён в специальный лагерный сектор. Несмотря на заключение, Владислав Гораль совершал католические богослужения для верующих, находящихся в концлагере.
Владислав Гораль был расстрелян в феврале 1945 года. Его концентрационный номер — 5605, с 1943 года — 13981.

## Прославление
13 июня 1999 года был беатифицирован римским папой Иоанном Павлом II вместе с другими польскими мучениками Второй мировой войны.
День памяти — 12 июня.